# Aljinovići
Aljinovići (Servisch cyrillisch: Аљиновићи) is een plaats in de Servische gemeente Prijepolje. De plaats telt 196 inwoners (2002).